# رابرت وبر
رابرت ال. وبر (به انگلیسی: Robert L. Webber) (زاده ۱۹۲۴ – درگذشته ۱۹۸۹) بازیگر آمریکایی بود.

## فیلم‌شناسی
او در فیلم‌های سینمایی و تلویزیونی زیادی ایفای نقش کرد که از این بین می‌توان به فیلم سینمایی معروف اشتباه درست است، دوازده مرد خبیث، دیوانه، جهش بزرگ و ۱۲ مرد خشمگین، ساخته سیدنی لومت به سال ۱۹۵۷ اشاره کرد. وی در این فیلم دارای شخصیتی دمدمی‌مزاج ولی آرام بود که حرف‌های زیرکانه‌ای می‌زد.